# Petrol-Cycle

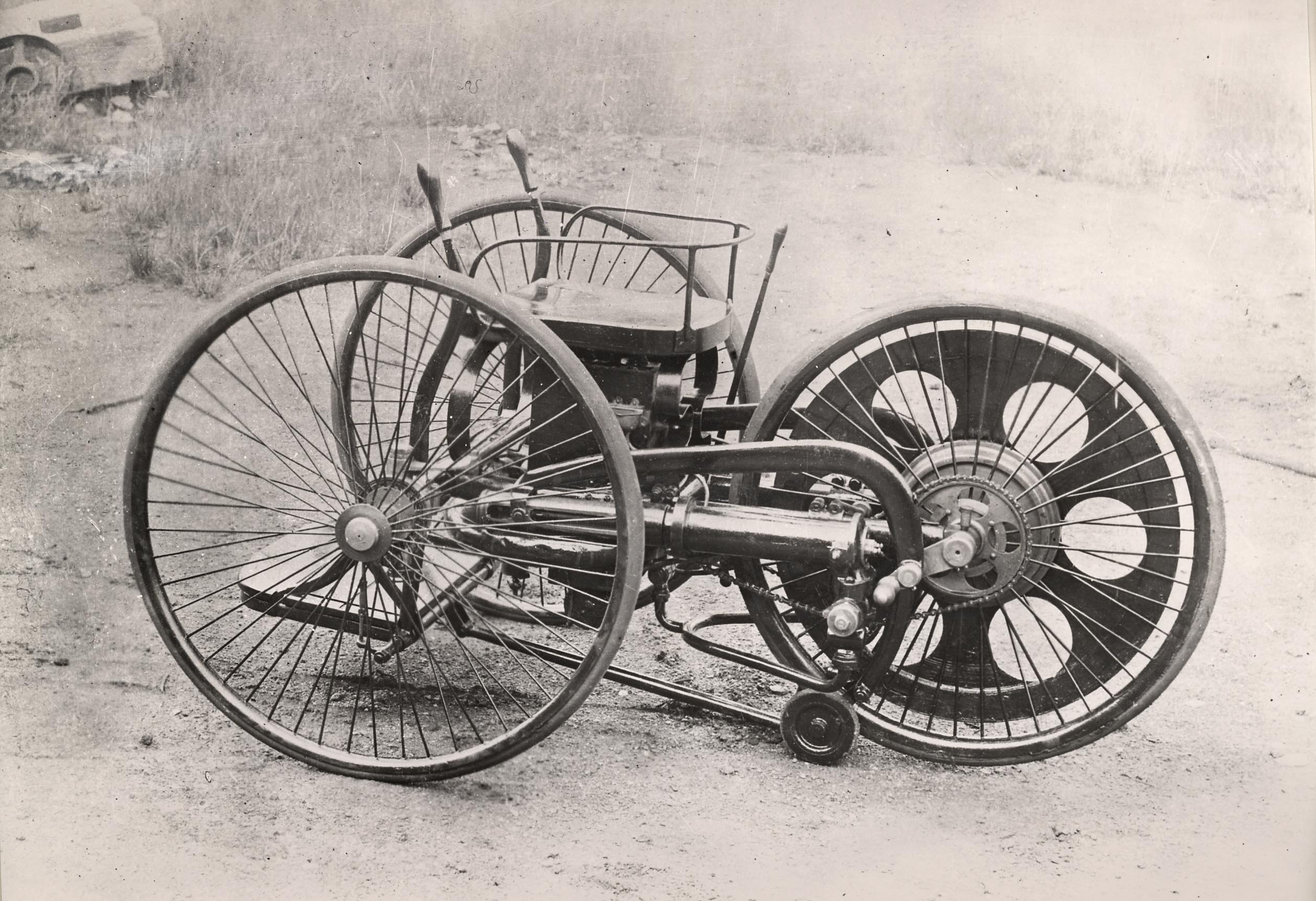
Petrol-Cycle von 1887

Das Petrol-Cycle, auch Motordreirad genannt, von 1885/1887 war eines der ersten Dreiräder mit Verbrennungsmotor.

## Entwicklung und Technik
1884 stellte der englische Erfinder Edward Butler (1863–1940) erste Zeichnungen seines motorbetriebenen Dreirads vor, 1885 wurde ein erstes Modell in London der Presse vorgestellt und 1887 nahm Butler ein Patent (Nr. 15598) auf sein Motordreirad, das er „Petrol-Cycle“ nannte. Ob das Butler Motordreirad von 1885/1887 jemals wirklich in der Öffentlichkeit gefahren ist, wird kontrovers diskutiert. Das Fahrzeug führte jedenfalls zu „zahlreichen Streitereien zwischen Engländern und Deutschen“, ob es noch vor dem Benz Patent-Motorwagen Nummer 1 fuhr.
Beim ersten Modell (1885/1887) wurde das Butler-Motordreirad von einem wassergekühlten Zweitaktmotor (System Clerk) bewegt. Zwei links und rechts in Höhe der Radachse angebrachte Zylinder mit insgesamt 1073 cm³ Hubraum (57 mm Bohrung, 203 mm Hub) sorgten für den Antrieb über gebogene Schubstangen auf das Hinterrad. Das Schutzblech war Tank und Kühler in einer Funktion, der drehschiebergesteuerte Motor besaß bereits einen Schwimmervergaser. Gelenkt wurde das Motordreirad mit zwei Gestängen, links und rechts vom Fahrer angebracht, die auf die vorderen Räder wirkten. Zwei Stützräder, über ein Pedal betätigt, hoben das angetriebene Hinterrad vor dem Start an, beim Losfahren wurden diese wieder manuell in die Fahrposition gebracht, da das Motordreirad über keine Kraftunterbrechung (Kupplung) verfügte.
Bei einem weiteren patentierten Motordreirad (1889) erfolgte der Antrieb mit einem Viertaktmotor und die Kraftübertragung über ein Planetengetriebe. 1896 brach Butler seine Versuche mit dem „Petrol-Cycle“ ab und verkaufte, kurz vor der Aufhebung des Red Flag Acts, seine Patente an Harry John Lawson. Das Britische Motor Syndikat produzierte das Fahrzeug jedoch nie.